# Smoczek (zabawka)
W treści tego artykułu od 2022-02 występują prawdopodobnie wyrażenia zwodnicze, co nie jest zgodne z zasadami przyjętymi w Wikipedii.
 Po wyeliminowaniu niedoskonałości należy usunąć szablon {{Dopracować}} z tego artykułu.

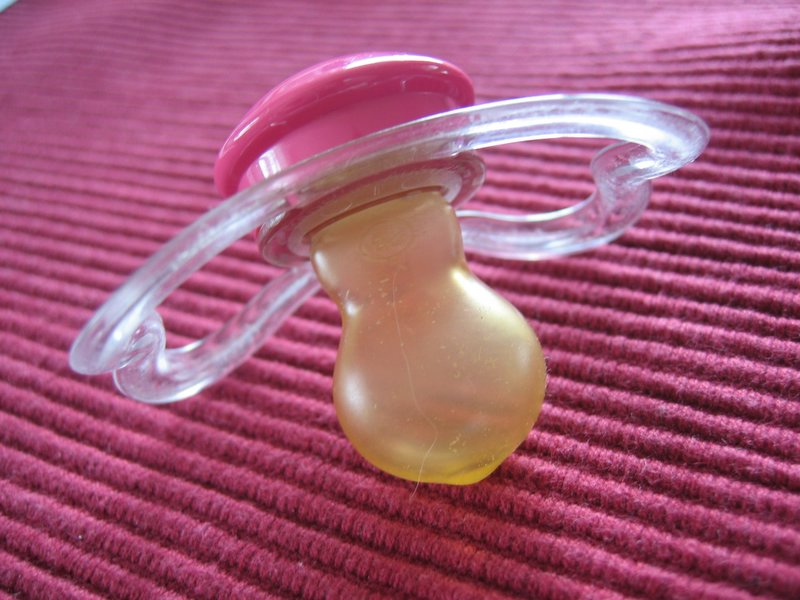
Smoczek

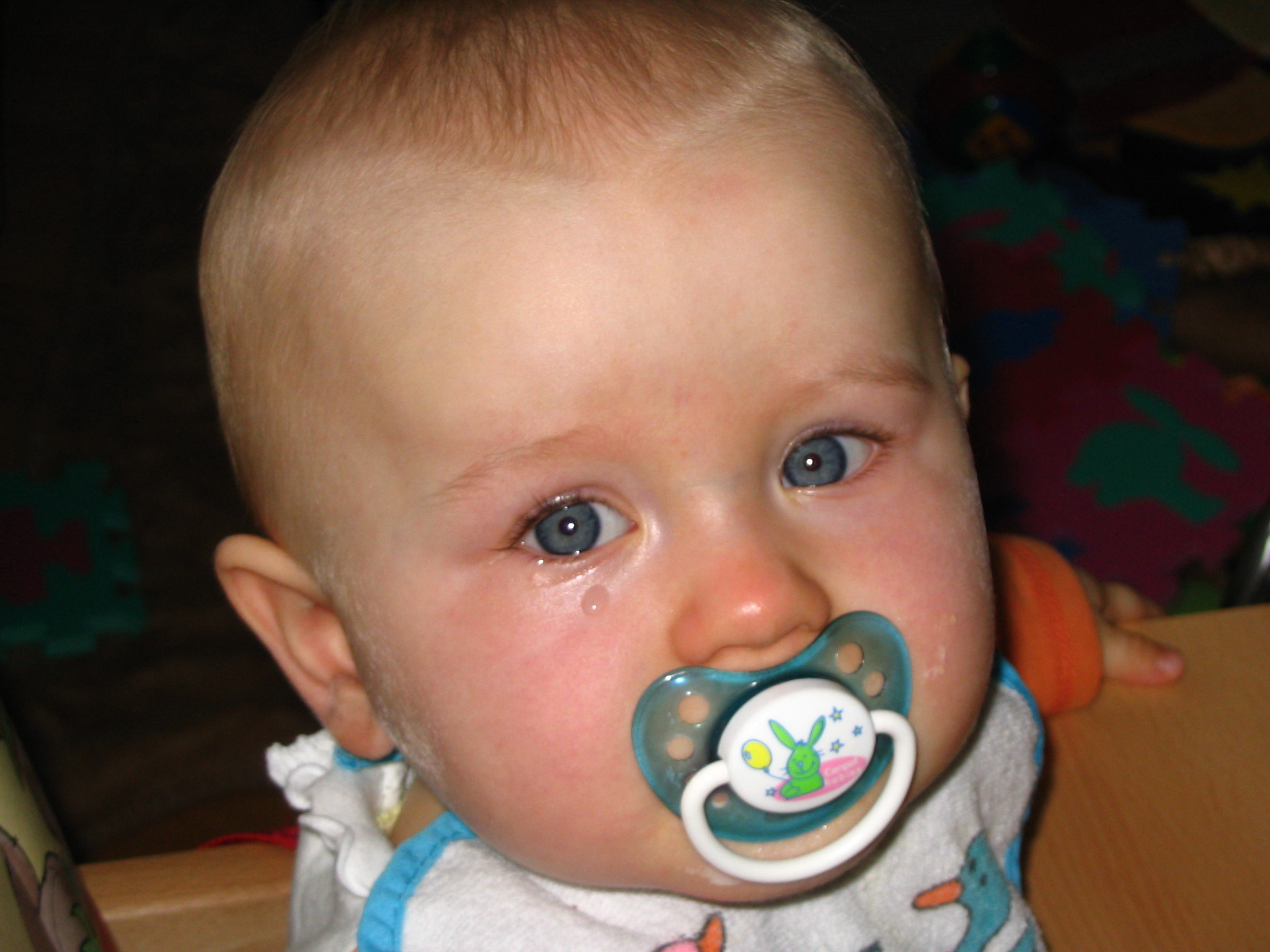
Dziecko ze smoczkiem w ustach

Smoczek – zabawka dla niemowląt, namiastka brodawki sutkowej matki, wkładana dziecku do ust w celu uspokojenia go. Dzieci zazwyczaj uspokajają się wtedy, uruchamia się u nich odruch ssania. Produkowany w różnych kształtach i kolorach, z różnych materiałów – najczęściej z gumy i tworzyw sztucznych.
Zaspokajanie potrzeby ssania u niemowląt przy pomocy smoczka, zwłaszcza jeśli miałaby to być jedyna ze stosowanych metod, budzi kontrowersje, podnoszone zwłaszcza przez ortodontów, którzy zarzucają tej metodzie negatywny wpływ na kształtowanie się prawidłowego zgryzu u dziecka. Swoje zastrzeżenia podnoszą także lekarze pediatrzy sygnalizując niebezpieczeństwo rozprzestrzeniania się – przez niezachowanie dostatecznej czystości smoczka – chorób zakaźnych. Swoje uwagi podnoszą też psychologowie dziecięcy zaznaczając negatywny wpływ nadużywania smoczka w charakterze „zatyczki” na płaczące dziecko na rozwój więzi emocjonalnej dziecka z matką.
W uboższych regionach wiejskich w charakterze smoczka używany bywa zwinięty w kulkę gałganek. W gałganek czasem zawijana bywa szczypta nasion maku – mak, zawierający alkaloidy, uspokajająco i przeciwbólowo, co w krótkiej perspektywie czasu daje pożądany skutek, ale może doprowadzić do uzależnienia organizmu dziecka.